# Championnat de France Superdivision de tennis de table 2000-2001
Navigation
Superdivision 1999-2000 Superdivision 2001-2002
Le Championnat de Superdivision de tennis de table 2000-2001 est la 11e édition du championnat de Superdivision, plus haut niveau des championnats de France de tennis de table par équipes. Il oppose les huit meilleures équipes de France dans le championnat masculin et les huit meilleures équipes féminines

## Organisation du championnat
Le championnat se déroule dans une poule unique. Les rencontres se déroulent au meilleur des 7 parties. Le Champion de France est désigné à l'issue de la saison régulière.

## Longévité en cours
- Levallois UTT est champion en titre depuis 13 ans de la superdivision masculine.
- Montpellier TT est le champion en titre depuis 8 ans de la superdivision féminine.

| \| Levallois SC TT SAG Cestas TT CAM Bordeaux TT Caen TTC Montpellier Hommes US Kremlin Bicêtre St-Berthevin Mondeville ASPTT Lille Métropole Lys Lez Lannoy CP Montpellier Femmes \| Localisation des clubs engagés dans le championnat. |
| Levallois SC TT SAG Cestas TT CAM Bordeaux TT Caen TTC Montpellier Hommes US Kremlin Bicêtre St-Berthevin Mondeville ASPTT Lille Métropole Lys Lez Lannoy CP Montpellier Femmes                                                           |

## Championnat masculin
| Cl | Équipes               | Pts | J  | V  | D  | F |
| -- | --------------------- | --- | -- | -- | -- | - |
| 1  | Levallois UTT         | 40  | 14 | 13 | 1  | - |
| 2  | Élan Nevers Nièvre    | 38  | 14 | 12 | 2  | - |
| 3  | Caen TTC              | 34  | 14 | 10 | 4  | - |
| 4  | Montpellier TT        | 32  | 14 | 9  | 5  | - |
| 5  | SAG Cestas TT         | 24  | 14 | 5  | 9  | - |
| 6  | Angers Vaillante TT   | 24  | 14 | 5  | 9  | - |
| 7  | ASPC Nîmes            | 16  | 14 | 1  | 13 | - |
| 8  | TTC Nantes Atlantique | 14  | 14 | 1  | 13 | 2 |

- Levallois UTT remporte son quatorzième titre consécutif[1],[2],[3].
- L'équipe victorieuse est composée de Jean-Philippe Gatien, Christophe Legout, Patrick Chila et Cédric Mirault.
- L'ASPC Nîmes et le TTC Nantes Atlantique sont relégués en deuxième division (nationale 1).

## Championnat féminin
| Cl | Équipes                       | Pts | J  | V  | D  | F |
| -- | ----------------------------- | --- | -- | -- | -- | - |
| 1  | Montpellier TT                | 38  | 14 | 12 | 2  | - |
| 2  | EM Saint-Loup/Saint-Berthévin | 36  | 14 | 11 | 3  | - |
| 3  | USO Mondeville                | 32  | 14 | 9  | 5  | - |
| 4  | US Kremlin Bicêtre            | 30  | 14 | 8  | 6  | - |
| 5  | CAM Bordeaux                  | 28  | 14 | 7  | 7  | - |
| 6  | CP Lys-lez-Lannoy             | 26  | 14 | 6  | 8  | - |
| 7  | Metz SMEC                     | 17  | 14 | 2  | 12 | 1 |
| 8  | Beauchamp CTT                 | 16  | 14 | 1  | 13 | - |

- Montpellier TT remporte son neuvième titre consécutif[2].